# 阿倍野再開発事業
阿倍野再開発事業（あべのさいかいはつじぎょう）は、大阪市が天王寺駅・大阪阿部野橋駅両ターミナル南西に広がる阿倍野区「金塚地区」（旭町全域、及び阿倍野筋1 - 3丁目の「あべの筋」西側地域の約28ヘクタール）を再開発する事業で、1976年（昭和51年）に着工された。正式名称は阿倍野地区第二種市街地再開発事業。

## 概要
「金塚地区」東側（阿倍野筋1 - 3丁目の「あべの筋」西側地域、及び旭町1 - 3丁目の一部）は業務商業施設を中心とした都市機能を整備し、「金塚地区」西側（旭町1 - 3丁目の一部）は高層住宅を中心とした住宅環境の整備を図る都市計画である。
都市再生緊急整備地域の「阿倍野地域」が一部に含まれており、その中でも「阿倍野筋1丁目地区」は都市再生特別地区にも指定されている。

## 対象地域

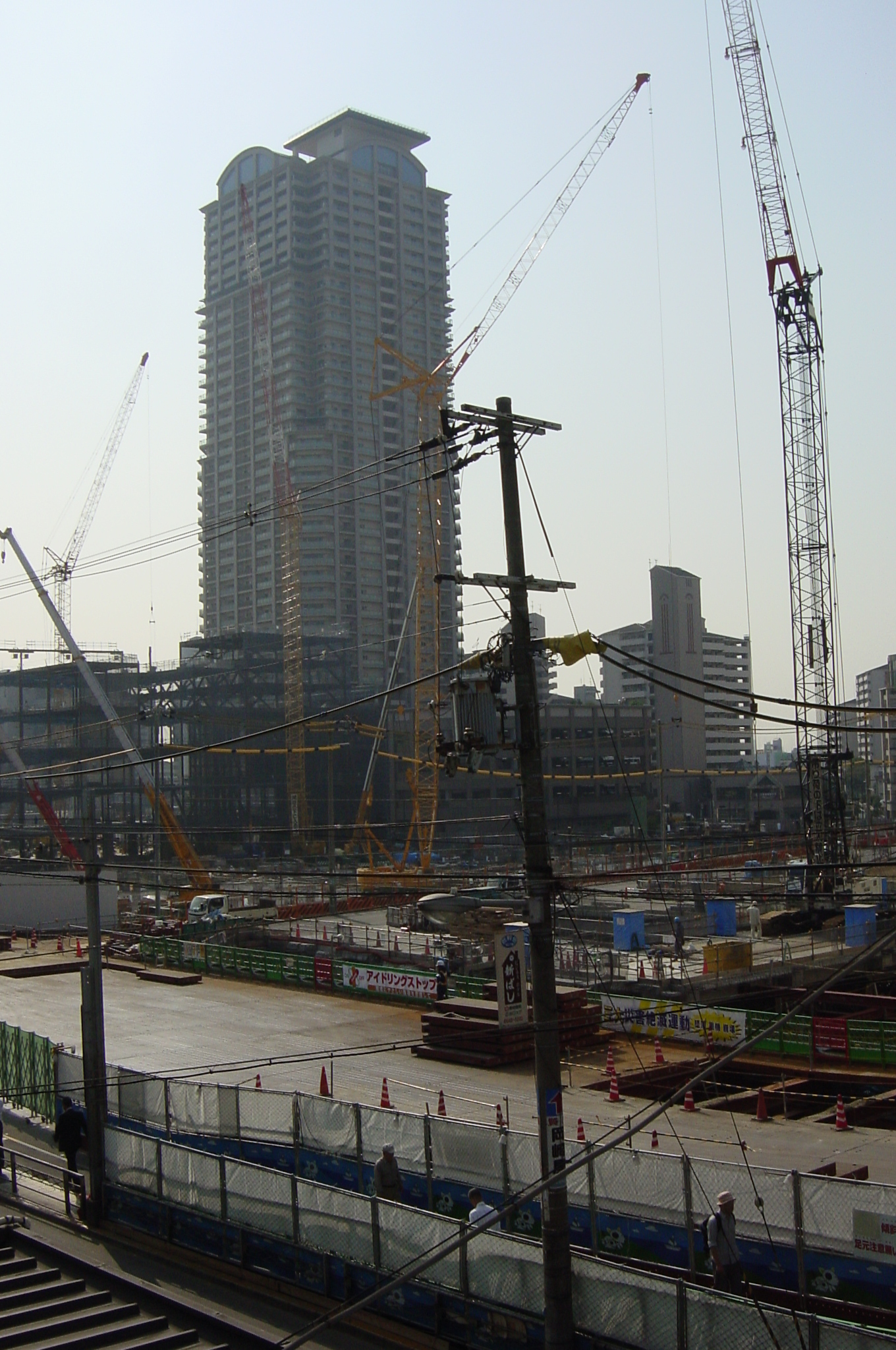
再開発事業の工事状況
（2009年10月29日）

- 阿倍野筋1丁目・「あべの筋」西側の一部地域
- 阿倍野筋2丁目・「あべの筋」西側の全域
- 阿倍野筋3丁目・「あべの筋」西側の全域
- 旭町1丁目の一部地域
- 旭町2丁目全域
- 旭町3丁目の一部地域

## 対象外地域
- 阿倍野筋1丁目の一部地域
  - 阿倍野筋1丁目4番地全域
  - アベノセンタービル（阿倍野筋1丁目5番38号）
  - アポロビル（阿倍野筋1丁目5番36号）
- 旭町1丁目の一部地域
  - 旭町1丁目1番地全域
  - 大阪市立大学医学部付属病院（旭町1丁目4番3号）
- 金塚幼稚園（旭町1丁目4番　号）

## 業務・商業施設
- あべのルシアス（A1-1棟、阿倍野筋1丁目5番1号）
- あべのキューズタウン（A2棟、阿倍野筋1丁目6番地）
- あべのメディックス（C5棟、旭町1丁目2番7号）
- あべのアスト（C2-2棟、旭町1丁目3番15号）

## 業務・商業施設、及び住宅施設
- あべのnini（A1-2棟、阿倍野筋1丁目5番10号）
  - ホテルトラスティ大阪阿倍野
- あべのグラントゥール（A3棟、阿倍野筋1丁目7番20号）
- あべのリーザ（C2-4棟、旭町1丁目3番3号）
- あべのベルタ（B1棟、阿倍野筋3丁目10番1号）
  - 大阪市立阿倍野市民学習センター
  - 大阪市立阿倍野スポーツセンター（西館）
- あべのクオレ（B3-3棟、阿倍野筋3丁目12番2号）
- あべのマルシェ（C3-1棟、旭町2丁目1番1号）
  - 金塚会館
  - 旭町郵便局
  - あべのマルシェ商店街
- あべのポンテ（C3-2棟、旭町2丁目1番2号）
- あべのビアレ（D2-2棟、旭町3丁目4番5号）

※大阪市営第2住宅0号館
- あべのシャルム（D4-2棟、旭町3丁目2番5号）

## 住宅施設
- あべのベレーザ（C2-4棟、阿倍野筋3丁目12番3号）
- シャリエあべのファースト（C2-1棟、旭町1丁目3番23号）
- 阿倍野第1住宅（C1-1棟、旭町1丁目6番1号）

※大阪市営第1住宅1号館
- あべのC1コーポ（C1-2棟、旭町1丁目6番2号）
- あべのパンセ（C4-1棟、旭町2丁目2番3号）

※大阪市営第3住宅1号館
- あべのセレサ（C4-2棟、旭町2丁目2番4号）
- あべのセントレーベ（D3-1棟、旭町3丁目1番1号）
- あべのステラ（D3-2棟、旭町3丁目1番2号）

※大阪市営第4住宅1号館
- パークタワーあべのグランエア（D4-1棟、旭町3丁目2番地）
- あべのドルチェ（D1棟、旭町3丁目3番7号）
- あべのラポア（D2-1棟、旭町3丁目4番6号）

※大阪市営第2住宅2号館

## 病院
- 医療法人相愛会・相原第二病院（B3-1棟、阿倍野筋3丁目12番10号）
- 大阪市立大学医学部附属病院（旭町1丁目5番7号）

## 教育機関

### 大学
- 大阪市立大学・阿倍野キャンパス（旭町1丁目4番3号）
  - 医学部
    - 医学研究科
    - 医学部医学科
    - 医学部看護学科（旧大阪市立大学看護短期大学部）

  - 大学院図書館
  - 学術情報総合センター・医学部分館

### 専門学校
- 大手前看護専門学校（旭町1丁目1番2号）

### 小学校
- 大阪市立金塚小学校（旭町3丁目4番46号）

### 幼稚園
- 学校法人金塚学園・金塚幼稚園（旭町1丁目4番46号）

### 保育園
- 阿さひ保育園（D3-3棟、旭町3丁目1番6号）

## 寺院
- 圓徳寺（D3-3棟、旭町3丁目1番6号）

## 有料老人ホーム
- あべのエトワル（C2-3棟、旭町1丁目3番11号）

## 防災中枢拠点
- あべのフォルサ（B2棟、阿倍野筋3丁目13番23号）
  - 大阪市立阿倍野屋内プール
  - 大阪市消防局南方面隊
  - 大阪市立阿倍野防災センター
  - 大阪市職員研修所
  - 備蓄倉庫

## 公園
- 金塚ふれあい東公園（阿倍野筋2丁目）
- 金塚ふれあい東公園（阿倍野筋3丁目11番地）
- さんさん広場（旭町1丁目6番地）
- 金塚ふれあい西公園（旭町3丁目3番地）

## 駐輪場
- 天王寺・あべの橋駅自転車駐車場（阿倍野筋1丁目5番地〜阿倍野筋1丁目6番地）
- 阿倍野駅第4自転車駐車場（阿倍野筋3丁目10番地）

## 幹線道路
- 大阪市道長柄堺線（幅員40メートル）
- 大阪市道尼崎平野線（幅員40メートル）
- 大阪市道津守阿倍野線（幅員25メートル）
- 大阪市道金塚南北線（幅員30メートル）

## 区画道路
- 大阪市道金塚東西線
- 大阪市道金塚西1号線
- 大阪市道金塚西2号線
- 大阪市道金塚西3号線
- 大阪市道金塚西4号線
- 大阪市道金塚西5号線
- 大阪市道金塚西6号線
- 大阪市道金塚東1号線
- 大阪市道金塚東2号線
- 大阪市道金塚東3号線
- 大阪市道金塚東4号線
- 大阪市道金塚東5号線

## 特殊街路
- 大阪市道阿倍野南北線（幅員8メートル） - 地下鉄天王寺駅から、あべのnini、あべのキューズタウンに接続する地下道。

## 歩道橋
- 阿倍野歩道橋

1970年に架けられた旧阿倍野歩道橋を、デザインコンペで選ばれた（アルファベットの小文字でabenoの頭文字）「a」が図案化された新阿倍野歩道橋に架け替えた。旧歩道橋を徐々に解体しながら新歩道橋を建設し、先に完成する西半分から先行して開通させた。2013年4月24日に全面完成・開通した。夕陽の眺望が美しいとひそかな人気を呼んでおり、晴れた日は多くの見物人が写真撮影を行っている光景が見られる。平成25年度土木学会関西支部技術賞を受賞。